# Sungai Keriau
Sungai Keriau är ett vattendrag i Indonesien. Det ligger i den västra delen av landet, 700 km nordost om huvudstaden Jakarta.